# Aphaenogaster bidentatus
Aphaenogaster bidentatus е вид ципокрило насекомо от семейство Мравки (Formicidae). Видът е уязвим и сериозно застрашен от изчезване.

## Разпространение
Разпространен е в САЩ.